# Marija (umetnost)
Marija (italijansko Madonna) je predstavitev Marije, bodisi same ali z njenim otrokom Jezusom. Njene slike so osrednje ikone katoliške in pravoslavne cerkve. Beseda je iz italijanske ma donna, kar pomeni 'moja gospa'. Vrsta Marija in otrok je zelo razširjena v krščanski ikonografiji, razdeljena na številne tradicionalne podvrste, zlasti v vzhodni pravoslavni ikonografiji, pogosto znana po lokaciji znamenite ikone, kot so Vladimirska Marija, Agiosoritissa, Blachernitissa, itd. ali opisno o prikazani drži, kot v Odigitriji, Eleusi, itd.
Izraz Marija v smislu 'slike ali kipa Device Marije' vstopa v angleško uporabo v 17. stoletju, predvsem v zvezi z deli italijanske renesanse. V vzhodnem pravoslavnem kontekstu so take podobe običajno znane kot Theotokos. 'Marija' se lahko na splošno uporablja za predstavitve Marije z ali brez otroka Jezusa, je osrednji lik slike, ki jo lahko obkrožajo angeli ali svetniki. Druge vrste Marijinih slik imajo pripovedni kontekst, ki prikazuje prizore iz Življenja Device, npr. Marijino oznanjenje.
Najzgodnejše upodobitve Marije so še vedno iz zgodnjega krščanstva (2. do 3. stoletja) in jih najdemo v katakombah v Rimu. So v narativnem kontekstu. Klasični posnetki 'Marije' ali 'Theotokos' so se razvili v 5. stoletju, saj se je čaščenje Marije povečalo po tem, ko je leta 431 koncil v Efezu formalno potrdil njen status kot »Mati Božja« ali Theotokos ('prinašalka Boga'). Ikonografija Theotokos, ki se je razvila v 6. do 8. stoletju, je v srednjem veku (12. do 14. stoletje) v vzhodnem pravoslavnem in latinskem okolju postala zelo pomembna. Po tradiciji iz 8. stoletja se je Marijina ikonografija vrnila k portretu, ki ga je oživil  evangelist Luka, s številnimi ikonami (kot je Panagia Portaitissa), ki so trdile, da predstavljajo to izvirno ikono ali jo neposredno kopirajo. V zahodni tradiciji so upodobitve Marije močno razširili renesančni mojstri, kot so Duccio, Leonardo da Vinci, Michelangelo, Rafael Santi, Giovanni Bellini, Caravaggio in Peter Paul Rubens (nadalje pa nekateri modernisti, kot sta Salvador Dalí in Henry Moore), medtem ko se vzhodna pravoslavna ikonografija bolj drži podedovanih tradicionalnih tipov.
Med najbolj znanimi upodobitvami na Slovenskem je upodobitev Marije (pogosto tudi Brezjanska Marija) v baziliki Marije Pomagaj na Brezjah na Gorenjskem (Leopold Layer, domnevno 1814).

## Terminologija
Liturgija, ki prikazuje Marijo kot močnega posrednika (liturgične hvalnice akatist jo častijona ikonah), se je v 8. stoletju prenesla iz grške v latinsko tradicijo. Grški naslov Δεσποινα (Despoina) je bil sprejet kot latinska Domina 'gospa'. Srednjeveška italijanska Ma Donna ('moja gospa') odraža Mea Domina, medtem ko je bila Nostra Domina (δεσποινίς ἡμῶν) sprejeta v francoščini, kot Nostre Dame ('Naša gospa') .
Ta imena kažejo na povečano pomembnost kulta device in pomembnost umetnosti v službi Marijinega čaščenja v poznem srednjeveškem obdobju. V 13. stoletju, še posebej s povečanim vplivom viteštva in aristokratske kulture na poezijo, pesmi in vizualne umetnosti, je Marija zastopana kot kraljica nebes, pogosto ustoličena. Marija je pomenila, da je več ljudi opozorila na teološki koncept, ki daje visoko vrednost čistosti ali nedolžnosti. To je tudi barva njenega oblačila. Modra barva simbolizira čistost, nedolžnost in kraljevskost. 
Italijanski izraz Madonna je posebej označeval marijansko umetnost italijanske renesanse. V tem smislu se Madonna ali Madonna z otrokom uporablja za posebna umetniška dela, zgodovinsko večinoma italijanskih del. Madonna se lahko imenuje tudi Devica ali Naša gospa, vendar se Madonna običajno ne uporablja za vzhodna dela.

## Načini predstavitve
Marijo so najprej upodabljali v starokrščanskih katakombah in sarkofagih, od 5. stl naprej pa v mozaikih in freskah, zlasti v bizantinski umetnosti. Od 10. stoletja dalje pa v reliefih in plastikah, tabelnem in oljnem slikarstvu. Znane so bizantinske kultne podobe (Blacherniotissa, Platytera, Nikopoia, Galaktotrophusa (doječa), Glykophilusa, Oranta (proseča), Panaghia (presveta), Hodegetrija (»tista, ki kaže Pot«), Eleusa ali glikofilusa (»tip nežne, intimne, materinske Marije«)), upodobitve v ciklih in prizorih (Marijino rojstvo, Marijina mladost, Oznanjenje, Snemanje s križa, Objokovanje, Marijino poveličanje,…) in posamezne upodobitve s simboli in atributi (Ana Samotretja, Marija z detetom, Sveta Družina, Brezmadežna, Žalostna mati Božja, Pietà, Madona z rožnim vencem, Marija zavetnica s plaščem, …).
- Eden od tipov prikazuje Marijo samo (brez otroka Jezusa) in stoji, na splošno poveličana in z gesto molitve, blagoslavljanja ali prerokbe. Ta vrsta slike se pojavlja v številnih starodavnih mozaikih.
- Dolge stoječe slike Marije pogosteje vključujejo otroka Jezusa, ki se obrača proti gledalcu ali dviguje roko v blagoslov. Najbolj znana bizantinska podoba, Odigitrija je bila prvotno takšne vrste, čeprav je večina kopij na pol dolžine. Ta vrsta slike se pogosto pojavlja v kiparstvu in se lahko najde v krhkih slonokoščenih rezbarijah, v apnencu na osrednjih vratih številnih stolnic in v pobarvanih lesenih ali mavčnih odlitkih v skoraj vsaki katoliški cerkvi. Obstajajo številne znane slike, ki prikazujejo Marijo na ta način, zlasti Sikstinska Madona, ki jo je naslikal Rafael.
- Marijino kronanje je vrsta podobe, ki izvira iz bizantinskega obdobja in je bila široko uporabljena v srednjeveških in renesančnih časih. Te predstavitve Marije in otroka pogosto predstavljajo obliko velikih oltarjev. Pojavljajo se tudi kot freske in apsidalni mozaiki. V srednjeveških primerih Marijo pogosto spremljajo angeli, ki obdajajo prestol ali pa vrsta svetnikov. V renesančnem slikarstvu, še posebej v slikarstvu visoke renesanse, so lahko svetniki neformalno združeni v kompozicijo, znano kot Sacra conversazione ('sveti pogovor').
- Marija v ponižnosti ali Dekla gospodova se nanaša na portrete, v katerih Marija sedi na tleh ali sedi na nizki blazini. Lahko ima otroka Jezusa v naročju [6]. Ta slog je bil produkt frančiškanske pobožnosti [7][8] in morda zaradi  Simone Martinija. Hitro se je razširil po Italiji in se s 1375 primeri začel pojavljati v Španiji, Franciji in Nemčiji. Bil je najbolj priljubljen med slogi zgodovinskega umetniškega obdobja Trecento.[9]
- Poldolgo obliko Marije najpogosteje posnemajo slikane ikone vzhodne pravoslavne cerkve, kjer je predmet zelo oblikovan, tako da vsaka slika izraža poseben atribut »Matere Božje«. Poldolge slike Marije in otroka so pogoste tudi v italijanskem renesančnem slikarstvu, še posebej v Benetkah.
- Sedeča Marija in otrok je slog slike, ki je postala še posebej priljubljena v 15. stoletju v Firencah in so jo posnemali tudi drugje. Te predstavitve so po navadi majhne velikosti primerne za majhen oltar ali domačo uporabo. Običajno prikazujejo Marijo v neformalnem in materinskem načinu drže otroka Jezusa. Te slike pogosto vključujejo simboliko Kristusovega pasijona.
- Ljubeča Marija je priljubljena vrsta med renesanso. Te podobe, po navadi majhne in namenjene osebnemu čaščenju kažejo Marijo klečati pri čaščenju otroka Jezusa. Mnoge take slike so bile izdelane v pološčeni terakoti in poslikane.
- Doječa Marija se nanaša na portret Marije, ki doji otroka Jezusa.

## Zgodovina
Najstarejša predstavitev Marije in otroka je lahko stenska slika v katakombah v Priscilli v Rimu, v kateri sedeča Marija doji otroka, ki obrača glavo proti gledalcu. 
Prve dosledne predstavitve Matere in otroka so se razvile v vzhodnem cesarstvu, kjer je kljub ikonoklastičnim naporom v kulturi, ki je zavračala fizično predstavitev idolov, spoštovanje čaščenih podob izraženo v ponovitvi ozkega nabora zelo konvencionalnih tipov, ponavljajoče se slike poznane kot ikone (grško 'slika'). Ob obisku v Konstantinoplu leta 536 je bil Papež Agapit I. obtožen, da nasprotuje čaščenju božanstva in predstavitvi njene podobe v cerkvah . Vzhodni primeri kažejo, da je ob kronanju Marija celo oblečena v zaprto bizantinsko biserno krono z obeski, z otrokom Jezusom na naročju. 
Na zahodu so v zgodnjem srednjem veku modeli pozorno sledili hierarhičnim bizantinskim modelom, toda s povečanim pomenom kulta Device v 12. in 13. stoletju se je razvilo veliko različnih tipov, da bi zadovoljili poplavo bolj intenzivno osebnih oblik pobožnosti. V običajnih gotskih in renesančnih tipih Devica Marija sedi z dojenčkom Jezusom v naročju ali ga obdaja z rokami. V zgodnjih predstavitvah je Devica kronana, otroka pa se lahko popolnoma zaveda, dviga roko v blagoslov. V italijanski varianti iz 15. stoletja otroka gleda Janez Krstnik.
Pozne gotske skulpture Device in otroka lahko prikazujejo stoječo devico z otrokom v rokah. Ikonografija se razlikuje med javnimi in zasebnimi slikami, ki so na voljo v manjšem obsegu in so namenjene osebnemu čaščenju v prostoru: Doječa Devica (kot je Madonna Litta, pripisana Leonardu da Vinciju) je slika, ki je bila v veliki meri omejena na zasebne prostore.

### Zgodnje upodobitve
Po Efeškem koncilu leta 431, ko je bil potrjen njen status Theotokos ('Prinašalka Boga') se je začelo veliko širjenje kulta Marije; do takrat je bila predmet nekega spora, čeprav predvsem zaradi razlogov, povezanih z argumenti nad naravo Kristusa. V mozaikih v cerkvi Santa Maria Maggiore (Bazilika Marije Snežne, Rim) v Rimu iz let 432-40, takoj po koncilu, še ni prikazana s svetniškim sijem, prav tako pa ni prikazana v prizorih Kristusovega rojstva, čeprav je vključena v Poklon sv. Treh kraljev.
Do naslednjega stoletja je bil uveljavljena ikonska upodobitev kronane Device, ki nosi otroka Jezusa, kot v primeru edine skupine ikon, ki so ohranjene iz tega obdobja, v samostanu svete Katarine na Sinaju v Egiptu. Ta vrsta upodobitve, s prefinjenimi spreminjajočimi se razlikami poudarkov, je ostala glavni vzorec prikazov Marije do današnjih dni. Podoba na gori Sinaj uspeva združiti dva vidika Marije, opisana v Magnificatu, njeno ponižnost in njeno vzvišenost nad drugimi ljudmi in ima nad samo Božjo roko, ki jo gledajo nadangeli. Zgodnja ikona Device kot kraljice je v cerkvi Santa Maria v Trastevereju v Rimu, ki je bila 705-707 podkrepljena s klečečo figuro papeža Janeza VII., pomembnega promotorja kulta Device, ki mu dojenček Jezus podaja svojo roko. Ta tip je bil dolgo omejen na Rim. Približno pol ducata različnih ikon Device in otroka v Rimu od 6. do 8. stoletja predstavljata večino upodobitev, ki so se ohranile iz tega obdobja. 
V tem času je ikonografija Kristusovega rojstva imela obliko, osredotočeno na Marijo, ki se je ohranila v današnjem času v vzhodnem pravoslavju in so zahodne upodobitve ostale do srednjega veka. Razvijali so se drugi pripovedni prizori bizantinskih ciklov Življenje Device, ki so se nanašali na apokrifne vire, da bi napolnili Marijino življenje pred oznanjenjem. V tem času je politični in gospodarski propad zahodnega rimskega cesarstva pomenil, da se zahodna, latinska cerkev ni mogla soočiti z razvojem takšne prefinjene ikonografije in se je močno oprla na bizantinski razvoj.
Najstarejša ohranjena podoba v zahodnem iluminiranem rokopisu Marija in otrok prihaja iz Knjige iz Kellsa iz okoli leta 800 (podobna je gravirana podoba na pokrovu krste sv. Kutberta iz leta 698) in čeprav je veličastno okrašena v slogu otoške keltske umetnosti, lahko risanje figur opisujemo kot precej surove v primerjavi z bizantinskim obdobjem. To je bila pravzaprav nenavadna vključitev v knjigo evangelijev. Slike Device so se počasi pojavljale v velikem številu v rokopisni umetnosti, dokler ni bila v 13. stoletju oblikovana Knjiga ur (latinsko Liber horarum).
Marija v ponižnosti, ki jo je naredil Domenico di Bartolo leta 1433, velja za eno najbolj inovativnih podob čaščenja iz zgodnje renesanse. 

### Bizantinski vplivi na zhodu
Zelo malo zgodnjih podob Device Marije je ohranjenih, čeprav ima upodobitev Marije korenine v starih slikovnih in kiparskih tradicijah najzgodnejše krščanske skupnosti po vsej Evropi, Severni Afriki in na Bližnjem vzhodu. Pomembne v italijanski tradiciji so bizantinske ikone, še posebej tiste iz Konstantinopla (danes Carigrad), središča najdaljše, trdožive srednjeveške civilizacije, katerih ikone so sodelovale v življenju ljudi in so slovele po svojih čudežnih lastnostih. Bizanc (324-1453) se je videl kot pravi Rim, če grško govoreči krščanski imperij s kolonijami Italijanov, ki so živeli med državljani in so sodelovali v križarskih vojnah na mejah države in na koncu, plenili cerkve, palače in samostane. Pozneje v srednjem veku, je bila kretska šola glavni vir ikon za Zahod in umetniki so lahko prilagodili svoj slog zahodni ikonografiji kadar je bilo to potrebno.
Čeprav so bile tatvine eden od načinov pridobivanja bizantinskih slik, ki so našle svojo pot na zahod v Italijo, je razmerje med bizantinskimi ikonami in italijanskimi podobami Marije veliko bolj bogata in zapletena. Bizantinska umetnost je igrala dolgo in ključno vlogo v zahodni Evropi, še posebej ko so bila bizantinska ozemlja vključena v dele vzhodne Evrope, v Grčijo in samo Italijo. Bizantinski rokopisi, slonovina, zlato, srebro in razkošne tkanine so potovali skozi Zahod. V Bizancu je bilo običajno Marijino ime Bogorodica (Theotokos) ali Mati Božja, namesto Devica Marija in verjeli so, da je odrešenje v času Božjega učlovečenja, bilo poslano vernikom.. Ta teološki koncept ima sliko v podobi Marije, ki drži svojega otroka sina.
Najbolj pomembno za bizantinsko dediščino Marije je: prvič, najzgodnejša ohranjena samostojna podobe Device Marije se nahaja v Rimu, središču krščanstva srednjeveškega Zahoda. Ena od njih je pomembna posest bazilike Santa Maria v Trastevere, eni od številnih rimskih cerkva, posvečenih Mariji. Drugo, razbit, prebarvan duh svojega nekdanjega jaza, je bil čaščen v  Panteonu, tem velikem arhitekturnem čudu starega rimskega imperija, ki je bil posvečen Mariji, kot izraz zmagoslavja Cerkve. Obe povezujeta bizantinsko tradicijo v smislu medija, se pravi, tehnike in materialov slik, prvotno pobarvanih v temperi (rumenjak in zemeljski pigmenti) na lesenih ploščah. V tem pogledu delijo starodavno rimsko dediščino bizantinske ikone. Drugič, deljenje ikonografije ali vsebine. Vsaka slika poudarja vlogo matere Marije, jo predstavlja v odnosu do svojega sina otroka. Težko je oceniti datume teh najzgodnejših podob, zdi pa se, da so v prvi vrsti dela 7. in 8. stoletja.

### Pozno srednjeveško obdobje
Do oživitve monumentalnega tabelnega slikarstva v Italiji med 12. in 13. stoletja, so bile te podobe Marije v ospredju izven Rima, še posebej v vsej Toskani. Medtem ko so člani frančiškanskih in dominikanskih beraških redov naročali prve table, so te postale priljubljene v samostanih, župnijskih cerkvah in domovih. Nekatere podobe Marije so bile plačane za laične organizacije imenovane bratovščine, ki so se srečevali in peli hvalnice Marije v kapelah v novo obnovljenih, prostornih cerkvah včasih posvečeni njej. Plačevanje za takšno delo se lahko obravnava tudi kot oblika čaščenja. Za okrasitev oltarjev, pa tudi okvirjev Marijinih slik so uporabljali zlato in osvetlitev z oljnimi svetilkami in svečami. Še bolj dragocen je svetlo moder plašč obarvan z lapisom lazuli, kamnom, uvoženim iz Afganistana.
To velja za eno najbolj znanih, inovativnih in monumentalnih del, ki jih je Duccio izdelal za Laudesije v Santa Maria Novella v Firencah. Pogosto obseg dela pove veliko o njegovi prvotni funkciji. Pogosto je navedeno da bi Rucellian Madonna (c. 1285), tabelna slika na gledalca ponujala vizualni fokus na člane bratovščine Laudesi, ko so peli hvalnice sliki. Duccio je naredil podobo kronane Marije za visoki oltar stolnice v Sieni, njegov domači kraj. Znana kot Maesta (1308-11), slika predstavlja par v središču gosto poseljenega dvora v osrednjem delu, s kompleksnim mizarskim delom dvignjenim na podlagi predele (podstavek za oltar) z naturalističnim prizorom in stoječimi figurami prerokov in svetnikov. Po drugi strani pa je v Narodni galeriji v Londonu najdena skromna slika Marije kot poldolge figure, ki jo drži v nepozabnem intimnem prikazu. To je očitno zasebno čaščenje krščanskega bogataša, ki naj bi najel enega od najpomembnejših italijanskih umetnikov tistega časa.
Privilegiranemu lastniku ni treba iti v cerkev, da bi izrekel svoje molitve ali se spovedal za odrešitev; moral je le odpreti tabernakelj v zasebnosti. Duccio in njegovi sodobniki so podedovali zgodnje slikarske navade, ki so se ohranjale, da bi s svojim avtorstvom dali avtoriteto tradiciji.
Kljub vsem novostim Marijinih slikarjev v 13. in 14. stoletju se lahko Marjo navadno prepozna na podlagi njene obleke. Ona je mati novorojenčka, nosi moder plašč nad rdečim oblačilom. Ta plašč tipično pokriva njeno glavo, kjer včasih lahko vidimo prosojno tančico. Ima otroka Jezusa, ki si deli njen svetniški sij in njeno kraljevsko držo. Pogosto pogled usmerja na gledalca, služi kot posrednik za molitve, ki izhajajo iz krščanstva, nanjo in šele nato njenemu sinu. Poznosrednjeveški italijanski umetniki so sicer sledili trendom bizantinske ikonografije, a so razvili svoje lastne metode prikazovanja Marije. Včasih je Marija s kompleksno vezjo prevzela obliko tesnega, intimnega trenutka nežnosti, ki je v žalosti nagnjena in ima oči samo zanj.
Medtem ko je ta prispevek osredotočen na upodobitev Marije v slikarstvu, je treba omeniti tudi  stenske dekoracije, mozaik ali freske na zunanjih in notranjih svetiščih. Najdena je visoko nad apsido ali vzhodnim koncem cerkve, kjer se liturgija praznuje na zahodu. Oblikovana je lahko bodisi kot majhen kipec za zasebno čaščenje, kot tudi velik kiparski relief in samostojna skulptura. Giottov narativni cikel v kapeli Arena, poleg Scrovegnijeve družinske palače v Padovi, je kot sveta drama, njena podoba pa navdihuje enega najpomembnejših freskantov v italijanskem slikarstvu. Ta program datira v prvo desetletje 14. stoletja.
Italijanski umetniki 15. stoletja so nadalje hvaležni za tradicije, ustanovljene v predstavitvi Marije v 13. in 14. stoletju.

### Renesansa
Medtem ko sta bila 15. in 16. stoletje čas, ko so italijanski slikarji razširili svoj repertoar z zgodovinskimi dogodki, samostojnimi portreti in mitološkimi predmeti, je krščanstvo ohranilo močno zavzetost za svojo službo. Večina umetniških del iz tega obdobja je sveta. Medtem ko je obseg verskih predmetov vseboval predmete iz Stare zaveze in podobe svetnikov, katerih kulti datirajo po kodifikaciji Biblije, je Marija ostala prevladujoč subjekt v ikonografiji renesanse.
Leonardo da Vinci, Michelangelo in Rafael, Giorgione, Giovanni Bellini in Tizian so bili nekateri najbolj ugledni italijanski slikarji 16. stoletja, ki so obdelovali to temo. Marijine slike Fra Angelica, fra Filippo Lippija, Mantegne in Piera della Francesca še zlasti, med nešteto drugimi. Tema je bila enako priljubljena v zgodnjem nizozemskem slikarstvu kot v preostalem delu Severne Evrope.
Predmet, ki je ohranil največjo moč vseh teh ljudi, je ostala materinska vez, čeprav so drugi subjekti, zlasti blagoslov in kasneje koncept Brezmadežne, pripeljali do večjega števila slik, ki so predstavljale samo Marijo, brez njenega sina. Kot spominska podoba je Pietà postala pomemben subjekt, ki je na novo osvobojen svoje nekdanje vloge v pripovednih ciklusih, deloma tudi izrastek popularnih čaščenih kipov v Severni Evropi. Tradicionalno je Marija prikazana ko izraža sočutje, žalost in ljubezen, po navadi v zelo obremenjenih, čustvenih umetniških delih, čeprav najbolj znano, zgodnje Michelangelovo delo uniči znake žalovanja. Nežnost, ki bi jo navadna mati čutila do svojega ljubljenega otroka je ujeta, izzvanjajoč trenutek, ko je prvič držala svojega otroka sin Kristusa. Gledalec, po vsem tem sočustvuje, deli obup matere, ki drži telo svojega križanega sina.

### Sodobne slike
V nekaterih evropskih državah, kot so Nemčija, Italija in Poljska so kipi Matere božje na voljo na zunanji strani mestnih hiš ali ob cestah v manjših ograjenih prostorih.
V Nemčiji je kip na zunanji strani stavbe imenovan Hausmadonna (hišna Marija). Nekateri segajo v srednji vek, nekateri so narejeni danes. Običajno jih najdemo na nivoju drugega nadstropja ali višje in pogosto na vogalu hiše. V mnogih mestih so bile takšne skulpture najdene v večjih količinah; Mainz na primer, naj bi jih imel več kot 200, večina pred drugo svetovno vojno .
V Italiji je obcestna Marija pogosta na strani stavb in ob cestah v majhnih zaprtih prostorih. Od njih se pričakuje, da bodo prinesli duhovno olajšavo ljudem, ki bodo šli mimo . Nekateri Marijini kipi so postavljeni okoli italijanskih mest in vasi kot varuhi ali kot spomin na poročilo o čudežu. 
Leta 1920, so Hčere ameriške revolucije položile kipe imenovane Madonna of the Trail od obale do obale, ki naj bi označevale pot Staro državno cesto in Santa Fe Trail. 

## Islamski pogled
Prvi pomemben stik med islamom in podobo Marije pravijo, da se je zgodil med preroka Mohamedovem osvajanju Meke. Na vrhuncu svoje misije leta 629, je Mohamed osvojil Meko z muslimansko vojsko, pri čemer je bil prvi ukrep "čiščenje" Kabe, pri čemer je odstranil vse predislamske poganske slike in idole iz notranjosti templja. Po poročilih, ki so jih zbrali Ibn Ishaq in al-Azraqi, pa je Mohamed z roko zaščitil sliko Marije in Jezusa in fresko Abrahama in ju ukazal pustiti. Po besedah zgodovinarja Barnabyja Rogersona je »Mohamed dvignil roko za zaščito ikone Device z detetom in Abrahamove slike, sicer pa so njegovi tovariši razbili notranjost, očistili kup votivnih zakladov, kultnih pripomočkov, kipcev in visečih obeskov«. Islamski učenjak Martin Lings pripoveduje o dogodku v svoji biografiji o preroku: »Kristjani so včasih prišli častiti svetišče Abrahama in so bili dobrodošli tako kot vsi ostali. Poleg tega je bil enemu kristjanu dovoljeno in bil je celo vzpodbujen, da je na notranjo steno Kabe naslikal ikono Device Marije in otroka Kristusa, ki je ostro nasprotovala vsem ostalim slikam. Toda Kurejš je bil bolj ali manj neobčutljiv na ta kontrast: za njih je bilo preprosto vprašanje povečanja množice idolov za še dva; in delno je bila njihova strpnost, ki jih je naredila tako nepopravljiva ... Poleg ikone Device Marije in otroka Jezusa in slike starega človeka, ki je rekel, da je Abraham, so bile stene v notranjosti prekrite s slikami poganskih božanstev. Prerok, ki je z roko zaščitil  ikono, je Osmanu ibn Affanu povedal, da so bile vse druge slike, razen Abrahama, izbrisane.«

## Pomembni tipi in posamezna dela
Obstaja veliko različnih vrst del v kategoriji. V nadaljevanju je manjši izbor primerov:
- Zlata Marija iz Essna; datiran je okoli leta 980 in je hkrati najstarejši znan kip Marije in najstarejša samostojna srednjeveška skulptura severno od Alp; je precedens za večbarvne lesene procesijske kipe romanske Francije, znana vrsta, kot prestol modrosti.
- Marija v ponižnosti, ki prikazuje Marijo, ki sedi na tleh ali nizki blazini
- Marija in otrok, ki jo je naslikal Duccio di Buoninsegna, okrog leta 1300.
- Črna Marija iz Čenstohove (Czarna Madonna ali Matka Boska Częstochowska v poljščini) ikona, ki jo je po legendi, naslikal sv. Luka Evangelist na cipresno mizno ploščo iz hiše Svete družine.
- Marija in otrok z rožami, verjetno eno od dveh del, ki jih je začel umetnik.
- Marija Eleusa (nežna) je bila upodobljena tako v vzhodnih in zahodnih cerkvah.
- Marija na stopnicah, Michelangelov relief.
- Marija s stolom, avtor Rafael
- Marija z dolgim vratom, avtor Parmigianino.
- Marija iz Port Lligata, ime dveh slik  Salvadorja Dalija ustvarjeni leta 1949 in 1950

### Slike
- Marija v umetnosti
- Maestà, Duccio, 1282
- Naša mati nenehno pomaga, najbrž zgodnje delo s Krete, 13. ali 14. stol. Zelo popularna slika v Rimu leta 1499.
- Marija v rožnem vrtu, Stefan Lochner, 1448
- Marija in otrok z angeli, Quentin Matsys
- Madona kanclerja Rolina, Jan van Eyck, Burgundija, okoli 1435
- Madonna del Granduca, Rafael, 1505
- Madona z nageljni, Rafael, verjetno pred 1507
- Marija pomagaj, Lucas Cranach starejši, okoli 1530
- Devica Marija, Giovanni Battista Salvi da Sassoferrato, 17. stol. Palača Lobkowicz, Praga, Češka.
- Devica in otrok z angeli in svetniki, Felice Torelli, 17. stoletje
- Marija v mandorli, Wolfgang Sauber, 12. stoletje
- Marija Pomagaj, tudi pogosto Brezjanska Marija, Leopold Layer, domnevno 1814

### Kipi
- Zlata Marija iz Essna, c. 980
- Prezbiterij Martinus: Marija kot prestol modrosti, Italija, 1199
- Črna Marija, Barcelona
- Marija na Rafaelovi grobnici, Panteon, Rim
- Marija iz procesije Svetega tedna v Sevilji
- Kip stolnice Notre-Dame, Ottawa, Ontario, Kanada
- Marija ob cesti v Ocieka, Poljska.

### Rokopisi in platnice
- Slonokoščene platnice Codex Aureus iz Lorscha, Nemčija, c. 800
- Svanhild Evangeliarij, iluminiran rokopis iz Essna, 1058-1085.